# Magia di Natale
Magia di Natale è un album in studio della cantante italiana Cristina D'Avena, pubblicato il 27 novembre 2009.

## Descrizione
Magia di Natale rappresenta un album di svolta per la cantante che, dopo 28 anni di successi legati alle sigle dei cartoni animati Mediaset e più di sei milioni di dischi venduti, torna sulla scena discografica distaccandosi dalle sigle TV per le quali è conosciuta, con un album di canzoni dedicate al Natale, classiche e moderne, tutte arrangiate dal maestro Valeriano Chiaravalle.
L'album è anche l'occasione, per la cantante, di incidere per la prima volta in lingua inglese. Tra i brani, una reinterpretazione di All I Want For Christmas Is You di Mariah Carey, Happy Xmas (War Is Over) di John Lennon (ora cantata in lingua originale, ma già incisa in italiano nel 1993 sebbene mai pubblicata) e per la versione italiana di The Prayer, in origine cantata in duetto da Céline Dion e Andrea Bocelli, ed una speciale versione di Childhood, brano poco conosciuto di Michael Jackson, nonché una rivisitazione moderna della storica sigla della D'Avena Alla scoperta di Babbo Natale, originariamente incisa nel 1986 per la serie animata omonima, e del relativo B-side Ninna nanna di Brahms.
Nel 2010 è stato riproposto all'interno del box multidisco Natale con Cristina, mentre l'anno successivo è stato ristampato e commercializzato attraverso il circuito delle edicole in abbinamento editoriale con i settimanali TV Sorrisi e Canzoni e Donna Moderna.
Nel 2014 l'album è stato ripubblicato in una nuova edizione denominata Magia di Natale (Deluxe Edition) che, rispetto alla versione del 2009, è arricchita di 3 nuovi brani: Noi vorremmo, brano della D'Avena in una nuova versione ri-arrangiata, Dio fa' qualcosa, brano Disney del film Il gobbo di Notre Dame e Hallelujah di Leonard Cohen.

## Tracce

Prima edizione
1. Santa Notte (Stille Nacht) – 3:13 (testo: Joseph Franz Mohr – musica: Franz Xaver Gruber)
2. Bianco Natale – 2:36 (testo: Filippo Bellobuono (testo italiano), Ettore Carrera (testo italiano), Irving Berlin (testo originale) – musica: Irving Berlin)
3. Ginge Rock (Jingle Bell Rock) – 2:28 (testo: Mario Panzeri (testo italiano), Joe Beal, Jim Boothe (testo originale) – musica: Joe Beal, Jim Boothe)
4. O Holy Night – 3:53 (testo: John Sullivan Dwight (testo inglese), Placide Cappeau (testo originale) – musica: Adolphe Adam)
5. Il Natale arriva in città – 2:32 (testo: Paolo Re (testo italiano), Haven Gillespie (testo originale) – musica: John Frederick Coots)
6. Happy Xmas (War Is Over) – 4:25 (testo: John Lennon, Yōko Ono – musica: John Lennon, Yōko Ono)
7. Ninna nanna di Brahms (versione 2009) – 2:55 (testo: Johannes Brahms, Giordano Bruno Martelli, Giovanni Bobbio (adattamento italiano) – musica: Johannes Brahms, Giordano Bruno Martelli, Giovanni Bobbio (elaborazione musicale))
8. Din Don Dan (Jingle Bells) – 2:28 (testo: Umberto Bertini (testo italiano), James Lord Pierpont – musica: James Lord Pierpont)
9. Alla scoperta di Babbo Natale (versione 2009) – 3:18 (testo: Alessandra Valeri Manera – musica: Carmelo Carucci)
10. All I Want for Christmas Is You – 3:50 (testo: Walter Afanasieff, Mariah Carey – musica: Walter Afanasieff, Mariah Carey)
11. The Prayer (feat. Laura (solista Accademia New Day)) (Italian version) – 4:02 (testo: Tony Renis (testo italiano), Alberto Testa (testo italiano), Carole Sager (testo originale) – musica: David Foster, Carole Sager)
12. Childhood – 4:28 (testo: Michael Jackson – musica: Michael Jackson)

Deluxe Edition
Edizioni musicali RTI S.p.A.
1. Noi vorremmo (versione 2014) – 3:56 (testo: Alessandra Valeri Manera – musica: Carmelo Carucci)
2. Santa Notte (Stille Nacht) – 3:13 (testo: Tradizionale, Joseph Franz Mohr (testo originale), – musica: Franz Xaver Gruber)
3. Bianco Natale – 2:36 (testo: Filippo Bellobuono, Ettore Carrera (testo italiano), Irving Berlin (testo originale) – musica: Irving Berlin)
4. Ginge Rock (Jingle Bell Rock) – 2:28 (testo: Mario Panzeri (testo italiano), Joe Beal (testo originale), Jim Boothe (testo originale) – musica: Joe Beal, Jim Boothe)
5. O Holy Night – 3:53 (testo: John Sullivan Dwight, Placide Cappeau (testo originale) – musica: Adolphe Adam)
6. Il Natale arriva in città – 2:32 (testo: Paolo Re(testo italiano), Haven Gillespie (testo originale) – musica: John Frederick Coots)
7. Happy Xmas (War Is Over) – 4:25 (John Lennon, Yōko Ono)
8. Dio fa' qualcosa – 3:52 (testo: Stephen Schwartz (testo originale), Michele Centonze (testo italiano) – musica: Alan Menken)
9. Ninna nanna di Brahms (versione 2009) – 2:55 (testo: Johannes Brahms, Giordano Bruno Martelli, Giovanni Bobbio (adattamento italiano) – musica: Johannes Brahms, Giordano Bruno Martelli, Giovanni Bobbio (elaborazione musicale))
10. Din Don Dan (Jingle Bells) – 2:28 (testo: James Lord Pierpont (testo originale), Umberto Bertini – musica: James Lord Pierpont)
11. Alla scoperta di Babbo Natale (versione 2009) – 3:18 (testo: Alessandra Valeri Manera – musica: Carmelo Carucci)
12. All I Want for Christmas Is You – 3:50 (Walter Afanasieff, Mariah Carey)
13. The Prayer (feat. Laura (Solista Accademia New Day)) (Italian version) – 4:02 (testo: Tony Renis (testo italiano), Alberto Testa (testo italiano), Carole Seger (testo originale) – musica: David Foster, Carole Sager)
14. Childhood – 4:28 (Michael Jackson)
15. Hallelujah – 3:34 (Leonard Cohen)

Durata totale: 51:30

## Crediti

### Musicisti principali
- Cristina D'Avena - voce
- Valeriano Chiaravalle – arrangiamenti, tastiere, programmazione
- Andrea Tofanelli – trombino in Si♭ nei brani Santa Notte (Stille Nacht); tromba nei brani Ginge Rock (Jingle Bell Rock), Il Natale arriva in città, Din Don Dan (Jingle Bells)
- Luca Meneghello – chitarre acustiche ed elettriche, chitarra classica nel brano The Prayer (Italian Version)
- Luca Visigalli – basso nei brani Bianco Natale, Ginge Rock (Jingle Bell Rock), Il Natale arriva in città, Ninna nanna di Brahms (versione 2009), Din Don Dan (Jingle Bells), All I Want for Christmas Is You
- Diego Corradin – batteria nei brani Bianco Natale, Ginge Rock (Jingle Bell Rock), Il Natale arriva in città
- I Piccoli Artisti "Accademia New Day" – cori
- Cristina Paltrinieri – direzione cori
- Giacinto Livia – cori aggiuntivi
- Simona Scuto – cori aggiuntivi
- Elena Tavernini – cori aggiuntivi
- Gisella Cozzo – cori aggiuntivi, vocal coach nei brani O Holy Night, Happy Xmas (War is Over), All I Want for Christmas is You, Childhood

### Archi[1]

#### Violini
- Massimo Barberiato
- Alberto Bramani
- Michelangelo Cagnetta
- Simona Cazzulani
- Eugenio Ciavanni
- Vitaliano De Rossi
- Ester Gallo
- Malgorzata Graczyk
- Ikonomi Keti
- Saule Kilaite
- Roberto Lucano
- Simone Rossetti
- Mariella Sanvito
- Carlo Taffuri
- Serafino Tedesi

#### Viole
- Emilio Eria
- Valentina Giangaspero
- Sohma Tamami

#### Violoncelli
- Luciano Girardengo
- Marco Righi
- Francesca Ruffilli

### Produzione
- Paolo Paltrinieri – direzione artistica, produzione discografica
- Marina Arena – coordinamento
- Tony De Padua – coordinamento
- Giuseppe Spada – grafica
- Maurizio Macchioni – mastering all'Aria Studio di Milano per Assim srl